# جنگ ویلیامیت در ایرلند
جنگ ویلیامیت در ایرلند (۱۶۸۸–۱۶۹۱) (ایرلندی: Cogadh an Dá Rí، "جنگ دو پادشاه")، درگیری بین هواداران ژاکوبیت پادشاه جیمز دوم و حامیان ویلیامیت از شاهزاده ویلیام بود. همچنین به آن جنگ یعقوبیت در ایرلند یا جنگ ویلیامیت-یعقوبیت در ایرلند گفته می‌شود.
علت نزدیک این جنگ، انقلاب شکوهمند سال ۱۶۸۸ بود که در آن جیمز دوم، که یک کاتولیک بود، به عنوان پادشاه سه پادشاهی انگلیس، ایرلند و اسکاتلند سرنگون شد و جای خود را به دختر و جانشین پروتستان خود ماری و خواهرزاده و دامادش ویلیام داد که به عنوان پادشاهان مشترک حکمرانی می‌کنند. حامیان جیمز در ابتدا کنترل ایرلند را حفظ کردند، که وی امیدوار بود از آن به عنوان پایگاهی برای فعالیت برای بازپس‌گیری هر سه پادشاهی استفاده کند. با این حال، درگیری در ایرلند همچنین شامل مسائل طولانی داخلی در مورد مالکیت زمین و حقوق مذهبی و شهروندی بود و اکثر کاتولیک‌های ایرلندی به امید اینکه او به نارضایتی‌هایشان رسیدگی کند، از جیمز حمایت کردند. تعداد کمی از کاتولیک‌های انگلیسی و اسکاتلندی، و پروتستان‌های کلیسای تأسیس شده در ایرلند، نیز در سمت یعقوبیت جنگیدند، در حالی که بیشتر پروتستان‌های ایرلندی از رژیم ویلیام حمایت یا فعالانه می‌جنگیدند.